# 伯訥前阿爾卑斯山脈
46°36′00″N 7°43′48″E / 46.600°N 7.730°E

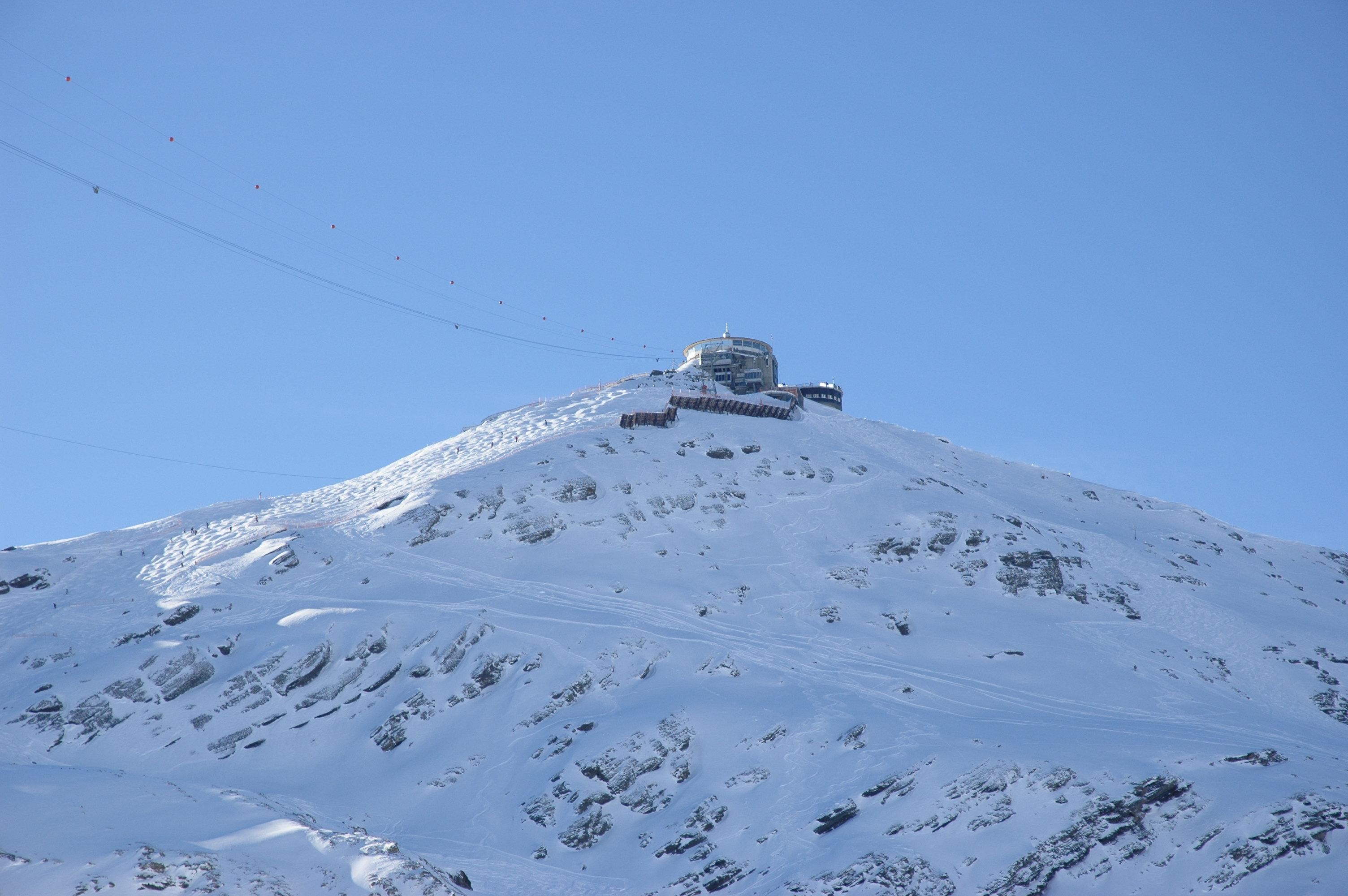

伯訥前阿爾卑斯山脈（Berner Voralpen），是瑞士的山脈，位於該國中部，由伯恩州負責管轄，屬於瑞士阿爾卑斯山脈的一部分，最高點海拔高度2,970米的希爾特峰。